# 日本国に居住する大韓民国国民の法的地位及び待遇に関する日本国と大韓民国との間の協定
日本国に居住する大韓民国国民の法的地位及び待遇に関する日本国と大韓民国との間の協定（にほんこくにきょじゅうするだいかんみんこくこくみんのほうてきちいおよびたいぐうにかんするにほんこくとだいかんみんこくとのあいだのきょうてい、昭和40年条約第28号）とは、在日韓国人の法的地位について定めた日韓両国政府間の協定（日本での法令区分としては条約）である。略称は日韓法的地位協定（にっかんほうてきちいきょうてい）。

## 概要
朝鮮半島出身者のうち1945年8月15日以前から引き続き日本に居住している韓国籍保持者（および協定発効後5年以内に日本で出生した直系卑属）に対し出入国管理令（後の入管法）に基づく一般の永住許可とは別の永住許可（協定永住）を与える制度を主たる内容としている。対象者は、協定発効後5年以内に申請すれば、この協定永住の許可が与えられた（法令による自動付与ではなく申請が要件とされた）。また5年経過後も、既に協定永住を得た者の子（孫以降は含まない）に限り出生後60日以内に申請すれば、同じく協定永住の許可が与えられた。この協定永住を保持する者に対しては、麻薬犯罪や内乱に関する罪など重大な犯罪を犯さない限り退去強制の対象とならないなど、入管法第24条によって退去強制が規定される永住者も含む他の在留外国人に比べ優遇措置が適用された。また協定では、日本で出生した直系卑属の大韓民国国民の日本国における居住について、大韓民国政府の要請があれば協定の効力発生日から25年経過するまで協議を行なうとされた。
- 1965年6月22日 署名
- 1966年1月17日 発効

この協定を実施するため、1965年に「日本国に居住する大韓民国国民の法的地位及び待遇に関する日本国と大韓民国との間の協定の実施に伴う出入国管理特別法（入管特別法）」が制定され、協定の発効に合わせ翌年から施行された。

## 特別永住者制度への移行
協定発効後5年経過以降の新たな協定永住の許可が既得者の子の世代に限られ、孫以降の世代（協定3世等）は入管法に基づく通常の永住許可しか受けられないなど世代間での不均衡な事態が1980年代後半に顕在化した（以前から不備は懸念されていたがこの時期になって実例が散見されるようになった）ため、日韓政府間で新たに協議が行われ、日本の法務省内でも制度の拡充について検討が行われ、1991年1月10日の海部俊樹総理大臣訪韓時に「日韓法的地位協定に基づく協議の結果に関する覚書」（日韓外相覚書）が交わされた。孫以降の世代に関する協定の不備の解消のため、さらには、類似の境遇にありながら制度面で差が生じていたいわゆる朝鮮籍、台湾籍の永住者等の処遇の改善を含めた抜本的な永住制度を構築するため、「日本国との平和条約に基づき日本の国籍を離脱した者等の出入国管理に関する特例法（入管特例法）」が制定され、1991年11月1日に対象を韓国籍者に限定しない「特別永住者」制度が施行された。協定永住及びそれら類似の永住者の在留の資格は法令の一斉適用によりこの「特別永住者」に一本化され、入管特例法の施行に合わせて入管特別法も廃止となり（入管特例法附則6条）、協定永住制度はその役割を終えた。